# No. 54 Squadron RAF
Le No. 54 Squadron RAF (parfois écrit sous la forme No. LIV Squadron) est un squadron de la Royal Air Force basé à RAF Waddington, Lincolnshire et actif par intermittence depuis 1916. Pendant la Première Guerre mondiale il combattit en France avant d'être dissous à la fin de la guerre. Reformé en 1930, l'escadron existe pratiquement sans discontinuer depuis. Au cours de la Seconde Guerre mondiale, il prit part à la bataille d'Angleterre avant de participer à la défense aérienne du nord de l'Australie contre les Japonais. Plus récemment, l'unité participa à la guerre du Golfe avant d'être reconvertie dans les années 2000 en unité de conversion opérationnelle (en) destinée à former les pilotes britanniques avant de les renvoyer dans leurs propres unités.

## Histoire

### Première Guerre mondiale

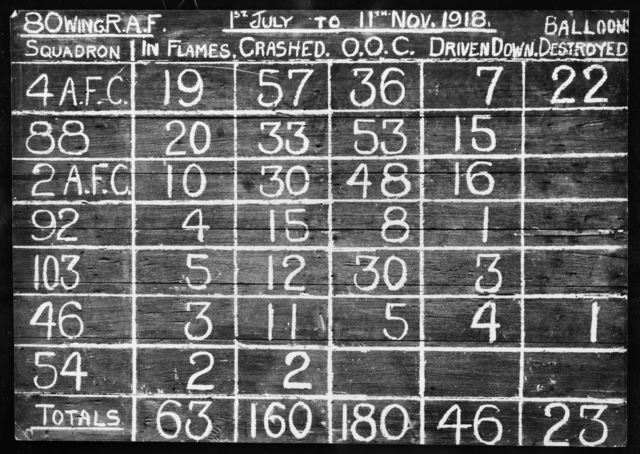
Tableau d'enregistrement des demandes d'homologation de victoires aériennes déposées par la de juillet à novembre 1918, y compris par le No. 54 Squadron.

Le 54e escadron est formé à Castle Bromwich le 5 mai 1916. Comme de nombreux autres escadrons formés à la même époque, il est d'abord chargé de missions de défense nationale en pilotant des BE2C et des Avro 504. Quatre mois plus tard, cependant, il est rééquipé avec des Sopwith Pup, étant le premier escadron du Royal Flying Corps. à utiliser ce nouveau chasseur. L'unité est transférée en France en tant qu'escadron de chasse de jour en décembre 1916. Il est d'abord utilisé pour l'escorte de bombardiers, revendiquant sa première victoire, un Albatros D.III, en avril 1917, mais se spécialise par la suite dans l'attaque des ballons d'observation ennemis pendant la bataille d'Arras à cause des limitations techniques des Sopwith Pup, déjà dépassés par la chasse allemande,.
En décembre, l'escadron est rééquipé de Sopwith Camels, ce qui lui permet de diversifier à nouveau ses missions de chasse. L'offensive allemande du printemps fait revenir le No. 54 Squadron aux missions d'attaque à basse altitude, effectuant à la fois des missions d'attaque au sol et de chasse jusqu'à la fin de la guerre. En février 1919, l'escadron retourne à RAF Yatesbury (en), où ses membres sont démobilisés avant sa dissolution le 25 octobre 1919,.

### Entre-deux-guerres
L'escadron est reformé à RAF Hornchurch le 15 janvier 1930 en tant qu'escadron de chasse équipé initialement de Siskin d'entraînement à double commande jusqu'à ce que des chasseurs Bristol Bulldog soient reçus en avril de la même année. L'escadron fait un bref séjour à RAF Upavon (en) en 1931, avant de retourner à la base de Hornchurch. Les Bulldogs y sont remplacés par des Gloster Gauntlets, en septembre 1936, eux-mêmes remplacés par des Gladiators en avril 1937, avant l'arrivée du premier monoplan de l'escadron, le Supermarine Spitfire, en mars 1939.

### Seconde Guerre mondiale

Pilotes du No. 54 Squadron, en mai 1941, réunis autour d'un Supermarine Spitfire Mark IIA à Rochford, Essex. Crash, la mascotte de l'escadron, est assis à côté du Squadron leader R.F. Boyd, sur l'aile.

Dans les premiers jours de la Seconde Guerre mondiale l'escadron patrouille le long de la côte du Kent jusqu'à ce que, en mai 1940, il doive assurer la couverture aérienne de l'évacuation de Dunkerque, revendiquant 31 avions ennemis abattus pour la perte de 4 pilotes et de sept Spitfires.
A partir de juillet, l'escadron est fortement engagé dans la bataille d'Angleterre, utilisant souvent la base de Manston.  Les combats sont intenses, et les pertes sont lourdes, le 54e escadron étant envoyé au repos à RAF Catterick dès le 2 septembre 1940,. L'un des pilotes les plus notables de l'unité est alors Alan Christopher Deere, qui revendique onze victoires aériennes.
Le 54e escadron retourne à des missions de combats depuis Hornchurch en février 1941, effectuant d'escorte de bombardiers au-dessus du nord de la France jusqu'en novembre, date à laquelle il se déplace vers le nord à RAF Castletown (en), dans le Caithness, pour y effectuer des patrouilles côtières au-dessus du Pentland Firth. En juin 1942, l'escadron est transféré à RAF Wellingore (en), pour préparer son envoi en Australie.
Au milieu de l'année 1942, l'escadron rejoint la No. 1 Wing (en) de la Royal Australian Air Force, une escadre de Spitfires chargée des missions de défense aérienne contre les avions japonais dans la région de Darwin.  Le 54e escadron arrive à la base de la RAAF de Darwin le 17 janvier. Au début, l'escadre dans son ensemble souffre de l'inexpérience de ses pilotes et des problèmes mécaniques causés par le transport des Spitfire. Bien que les contacts avec les Japonais aient été généralement brefs, les pilotes du  54e escadron remportent un certain nombre de victoires. Après la fin de la guerre, l'unité est dissoute à Melbourne le 31 octobre 1945.

### Guerre froide

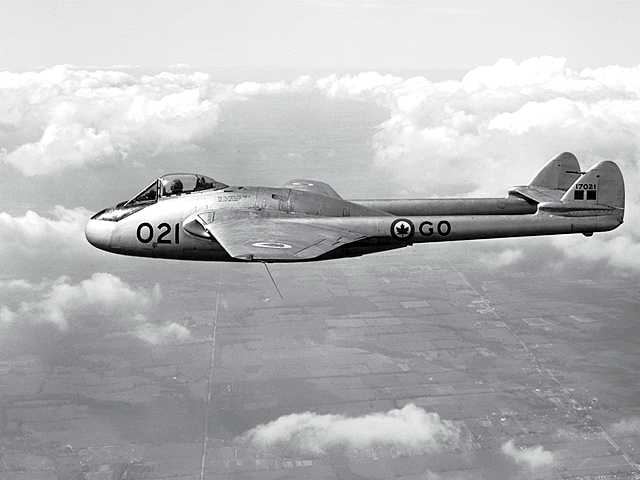
Un De Havilland Vampire

Le 15 novembre 1945, le No. 183 Squadron RAF (en), une unité d'attaque au sol équipée de Hawker Tempest et basée à RAF Chilbolton (en) près d'Oxford, est renuméroté pour devenir une nouvelle forme du No. 54 Squadron et passe un an à former des pilotes venus d'autres unités. Le 54e escadron ranimé est rééquipé de De Havilland Vampires en 1947 avant de déménager à RAF Odiham le 22 novembre. 
En 1948, six Vampires de l'escadron réalisent la première traversée de l'Atlantique par un avion à réaction. Volant en 3 étapes avec plus de 8 heures dans les airs et accompagnés d'une équipe technique dans des Avro York. L'unité ne tarde cependant pas à être rééquipé de Gloster Meteors, arrivés en avril 1952, puis de Hawker Hunters, qui arrivent en mars 1955. Intégré au No. 38 Group (en), le 54e escadron est déployé dans la plupart des zones de tension du monde dans les années 1950 et 1960.

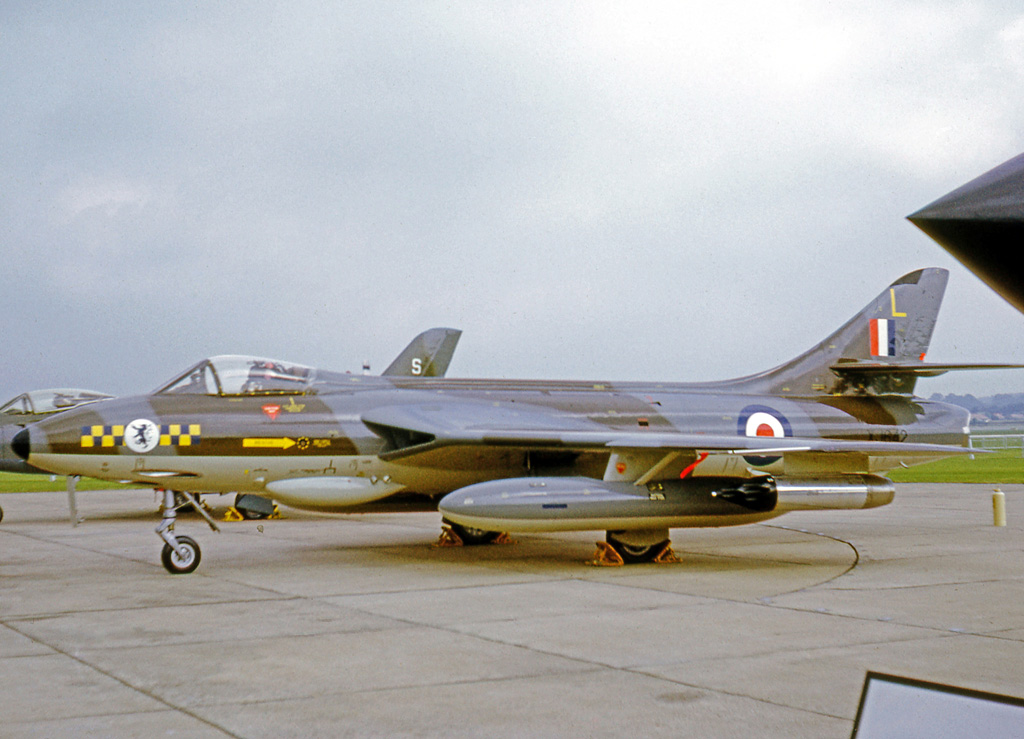
Avion d'attaque au sol Hawker Hunter FGA.9 du 54e escadron en 1968 portant le lion rampant bleu de l'unité sur le nez.

Il conserve cette organisation jusqu'en 1969, année de son transfert à RAF Coningsby et de son rééquipement passage sur McDonnell Douglas F-4 Phantom II.
En 1974, lorsqu'il reçoit douze SEPECAT Jaguar, l'escadron est transféré à RAF Coltishall (en). De 1975 jusqu'à au moins 1994 (la dernière année pour laquelle des données sont disponibles), le rôle de l'escadron dans l'éventualité d'une guerre ouverte avec le bloc de l'Est est de participer à la couverture aérienne du front dévolu au SACEUR, que ce soit avec des armes conventionnelles ou avec les bombes nucléaires tactiques WE.177 (en) mises à sa disposition.

### Époque contemporaine (depuis 1991)

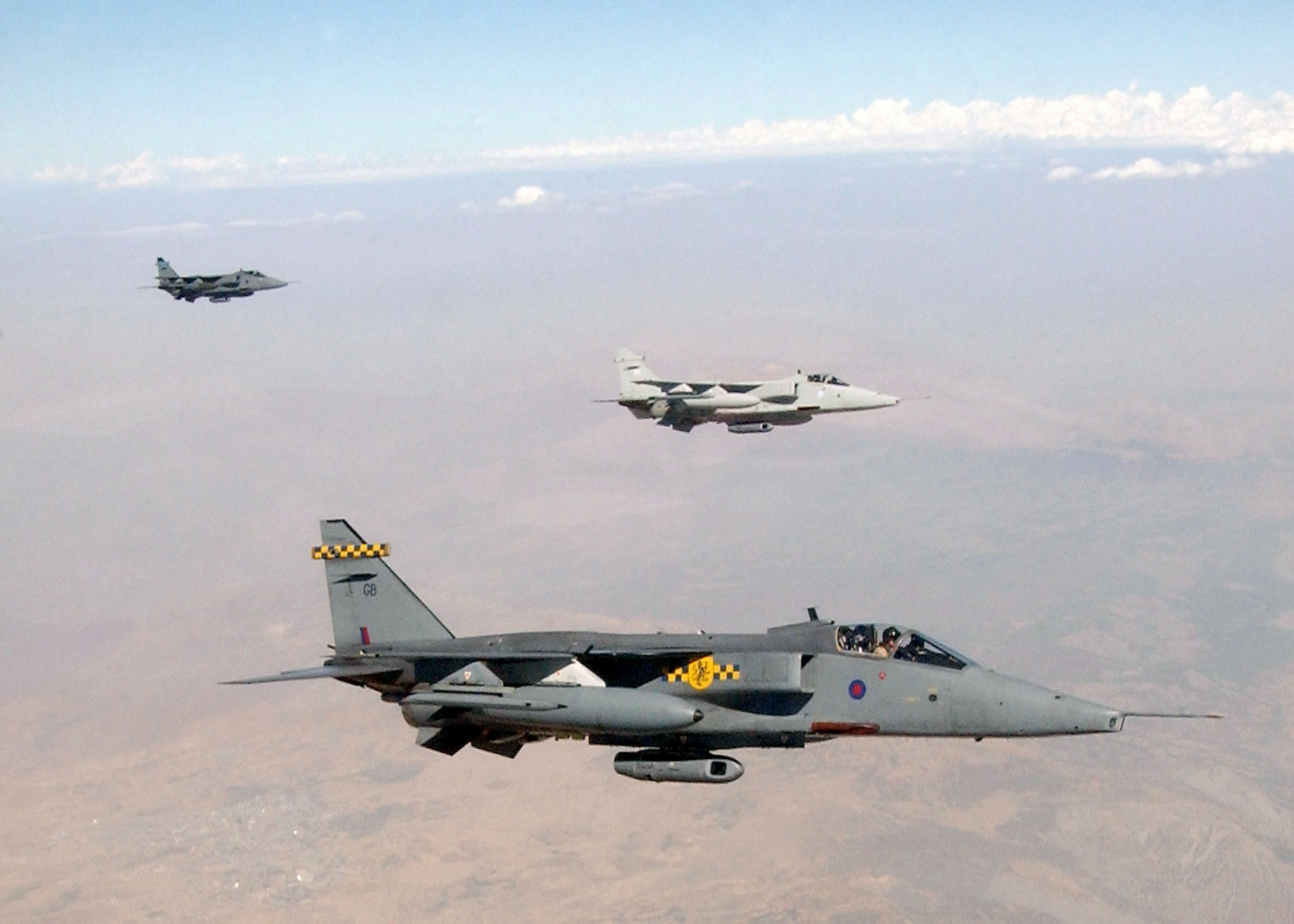
Trois SEPECAT Jaguar GR.1A du 54e escadron au-dessus du nord de l'Irak en 2002.

Le No. 54 Squadron revient à ses missions originelles de déploiement sur les différents points chauds du monde lorsque les bombes WE.177 sont retirées de l'arsenal nucléaire britannique dans les années 1990. Il participe notamment à la guerre du Golfe et à l'invasion de l'Irak avec ses Jaguars vieillissants. C'est justement lorsque ces appareils sont retirés du service dans l'armée de l'air britannique que le 54e escadron est dissous, le 11 mars 2005.
Il est cependant recréé à RAF Waddington le 1er septembre 2005 pour devenir une unité de conversion opérationnelle (en) chargée de la formation de tous les pilotes de Boeing E-3 Sentry, de Nimrod R1 et de Sentinel R.1, trois appareils de surveillance et de renseignement. Plus tard, il prit également en charge la formation des opérateurs de drones MQ-9A Reaper. Depuis 2010, l'escadron sert d'école pour les unités ISTAR de l'armée britannique.